# Grande Polônia
A Grande Polônia (em polaco Wielkopolska, alemão Großpolen, latim Polonia Maior) é uma região histórica do centro-oeste da Polônia.

## Nome da região
A Grande Polônia foi o coração do antigo Estado medieval polonês, é frequentemente designada como "o berço da Polônia". O nome de Grande Polônia foi primeiro mencionado na forma latina, Polonia Maior, em 1257 e em polonês, Wielkej Polszcze, em 1449. O nome da região pode ter se formado como referência à velha Polônia, em oposição à nova Polônia, Pequena Polônia (polaco: Małopolska; latim: Polonia Minor), uma região no sudeste da Polônia com sua capital em Cracóvia, ao invés de toda a Polônia como um estado e país.

## Geografia
A Grande Polônia compreende muito da área banhada pelo rio Varta e os seus afluentes, incluindo o rio Noteć. Existem duas regiões geográficas principais. No Norte, a região dos lagos, repleta de lagos pós-glaciais e colinas. No Sul, uma região de planícies.
Administrativamente, a área histórica está dividida entre as voivodias da Grande Polônia e partes das da Lubúsquia, Cujávia-Pomerânia e Łódź.